# Brodogradilište Petra Jeričevića
Brodogradilište Petra Jeričevića je bilo jedno od starijih hrvatskih brodogradilišta suvremenog doba u Splitu. Osnovao ga je korčulanski brodograditelj Petar Jeričević u Lori. Zatvoreno je 1954. zbog izgradnje ratne luke Lore.